# 플로리다주 (우루과이)

플로리다주의 위치

플로리다주(스페인어: Departamento de Florida)는 우루과이 중남부에 위치한 주로 주도는 플로리다이며 면적은 10,457km2, 인구는 67,048명(2011년 기준)이다. 북쪽으로는 두라스노주, 동쪽으로는 트레인타이트레스주와 라바예하주, 남쪽으로는 카넬로네스주, 서쪽으로는 플로레스주, 산호세주와 접한다.

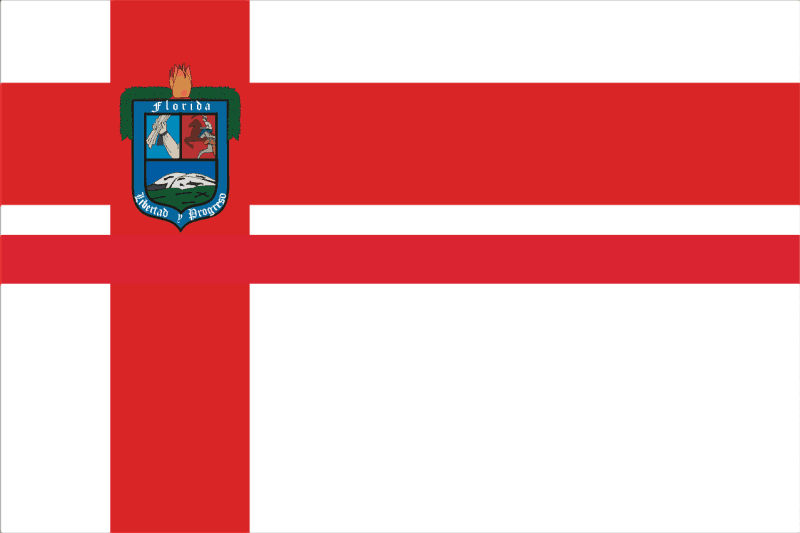
주기
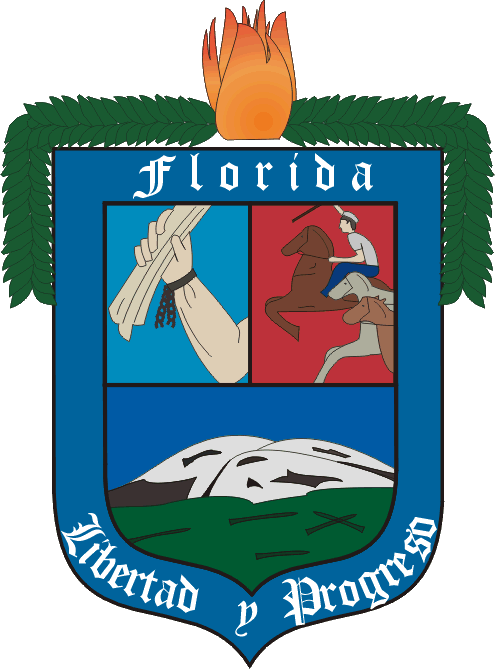
주 문장